# Wargin

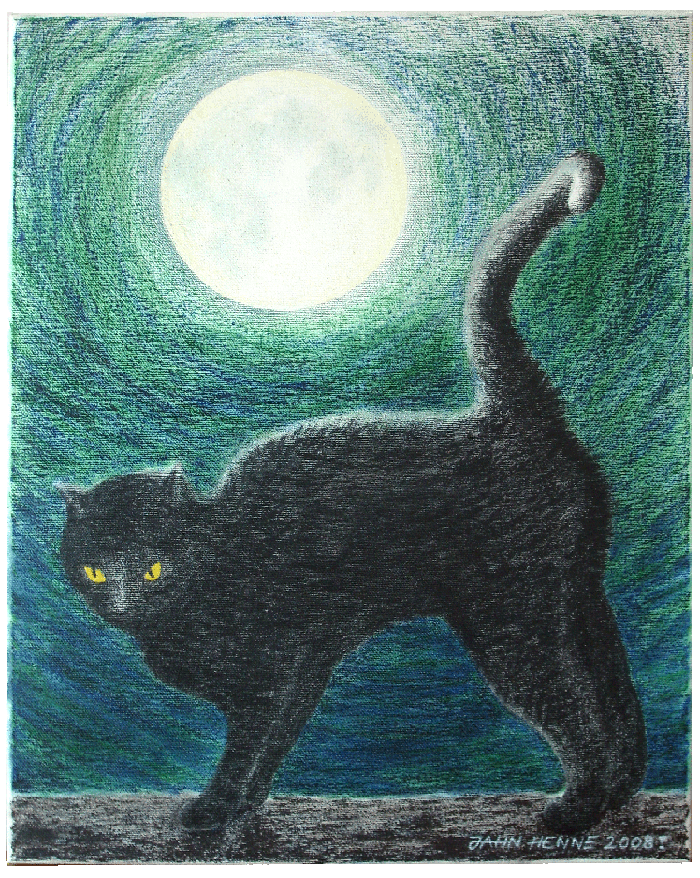
Czarny kot – technika mieszana na płótnie, Jahn Henne

Wargin – istota demoniczna z wierzeń słowiańskich.
Miał on postać wielkiego, czarnego jak smoła kota. Jego oczy płonęły żywym ogniem, a sierść była niespotykanie gładka i miękka. Poruszał się bezdźwięcznie, potrafił wejść do zamkniętych pomieszczeń.
Wargin chętnie służył człowiekowi, któremu zsyłał dostatek i szczęście. Z czasem jednak gospodarz stawał się pod jego wpływem chciwy, podejrzliwy i wpadał w konflikty z najbliższymi. Na skutek tego człowiek ten zostawał samotny i tracił całe bogactwo. Wargin pastwił się wówczas nad gospodarzem, ostatecznie zabijając go w straszliwych męczarniach za pomocą magii: sprawiał, że w głowie człowieka lęgły się insekty które kąsały go od środka.
Wargin był istotą inteligentną i biegłą w magii, przegonić go mógł go tylko ktoś przewyższający go w zdolnościach magicznych.